# Pseudopleospora petrakii
Pseudopleospora petrakii är en svampart som först beskrevs av E. Müll., och fick sitt nu gällande namn av Crivelli 1983. Pseudopleospora petrakii ingår i släktet Pseudopleospora, klassen Dothideomycetes, divisionen sporsäcksvampar och riket svampar.  Arten är reproducerande i Sverige. Inga underarter finns listade i Catalogue of Life.